# Campeonato Asiático de Atletismo de 2015 - 100 m feminino
A prova dos 100 metros feminino do Campeonato Asiático de Atletismo de 2015 foi disputada entre os dias 3 e 4 de junho de 2015 no Wuhan Stadium em Wuhan, na China. 

## Recordes
Antes desta competição, os recordes mundiais e do campeonato nesta prova eram os seguintes:
|                       | Nome                     | Nacionalidade  | Tempo  | Local        | Data                  |
| --------------------- | ------------------------ | -------------- | ------ | ------------ | --------------------- |
| Recorde mundial       | Florence Griffith Joyner | Estados Unidos | 10s 49 | Indianápolis | 16 de julho de 1988   |
| Recorde do campeonato | Susanthika Jayasingh     | Sri Lanka      | 11s 19 | Amã          | 26 de julho de 2007   |
| Recorde asiático      | Li Xuemei                | China          | 10s 79 | Xangai       | 18 de outubro de 1997 |

## Medalhistas
| Ouro                    | Prata                    | Bronze           |
| Chisato Fukushima (JPN) | Viktoriya Zyabkina (KAZ) | Wei Yongli (CHN) |

## Cronograma
Todos os horários são locais (UTC+8)
| Data       | Hora  | Evento    |
| ---------- | ----- | --------- |
| 3 de junho | 09:20 | Bateria   |
| 3 de junho | 16:00 | Semifinal |
| 4 de junho | 16:20 | Final     |

## Resultados

### Bateria
Qualificação: 3 atletas de cada bateria  (Q) mais os  4 melhores qualificados (q). 
| Posição | Bateria | Atleta               | Nacionalidade  | Tempo | Notas |
| ------- | ------- | -------------------- | -------------- | ----- | ----- |
| 1       | 4       | Chisato Fukushima    | Japão          | 11.46 | Q     |
| 2       | 1       | Wei Yongli           | China          | 11.58 | Q     |
| 3       | 3       | Olga Safronova       | Cazaquistão    | 11.64 | Q     |
| 4       | 2       | Viktoriya Zyabkina   | Cazaquistão    | 11.67 | Q     |
| 5       | 4       | Kim Min-ji           | Coreia do Sul  | 11.78 | Q     |
| 6       | 1       | Srabani Nanda        | Índia          | 11.84 | Q     |
| 7       | 2       | Yuan Qiqi            | China          | 11.86 | Q     |
| 8       | 2       | Rumeshika Rathnayake | Sri Lanka      | 11.87 | Q     |
| 9       | 4       | Tao Yujia            | China          | 11.92 | Q     |
| 10      | 3       | Mayumi Watanabe      | Japão          | 12.01 | Q     |
| 11      | 3       | Diana Agliulina      | Uzbequistão    | 12.09 | Q     |
| 12      | 2       | Valentina Meredova   | Turquemenistão | 12.11 | q     |
| 13      | 1       | Kang Da-seul         | Coreia do Sul  | 12.12 | Q     |
| 13      | 4       | Wanwisa Kongthong    | Tailândia      | 12.12 | q     |
| 15      | 1       | Aziza Sbaity         | Líbano         | 12.13 | q     |
| 16      | 1       | Hajar Saad Al-Khaldi | Bahrein        | 12.20 | q     |
| 17      | 4       | Lam On Ki            | Hong Kong      | 12.29 |       |
| 18      | 3       | Lê Thị Mộng Tuyền    | Vietname       | 12.30 |       |
| 19      | 2       | Sureewan Runan       | Tailândia      | 12.41 |       |
| 20      | 3       | Chan Pui Kei         | Hong Kong      | 12.42 |       |
| 21      | 2       | Le Tu Chinh          | Vietname       | 12.61 |       |
| 22      | 3       | Ieong Loi            | Macau          | 12.64 |       |
| 23      | 4       | Afa Ismail           | Maldivas       | 12.96 |       |
| 24      | 1       | Shirin Akter         | Bangladesh     | 12.99 |       |

### Semifinal
Qualificação: 3 atletas de cada bateria  (Q) mais os  2 melhores qualificados (q).
| Posição | Bateria | Atleta               | Nacionalidade  | Tempo | Notas |
| ------- | ------- | -------------------- | -------------- | ----- | ----- |
| 1       | 2       | Chisato Fukushima    | Japão          | 11.28 | Q     |
| 2       | 2       | Viktoriya Zyabkina   | Cazaquistão    | 11.45 | Q     |
| 3       | 1       | Wei Yongli           | China          | 11.50 | Q     |
| 4       | 1       | Olga Safronova       | Cazaquistão    | 11.53 | Q     |
| 5       | 1       | Srabani Nanda        | Índia          | 11.61 | Q     |
| 6       | 2       | Rumeshika Rathnayake | Sri Lanka      | 11.72 | Q     |
| 7       | 2       | Kim Min-ji           | Coreia do Sul  | 11.72 | q     |
| 8       | 2       | Tao Yujia            | China          | 11.81 | q     |
| 9       | 1       | Mayumi Watanabe      | Japão          | 11.84 |       |
| 10      | 2       | Yuan Qiqi            | China          | 11.90 |       |
| 11      | 2       | Valentina Meredova   | Turquemenistão | 11.91 |       |
| 12      | 1       | Wanwisa Kongthong    | Tailândia      | 12.03 |       |
| 13      | 1       | Diana Agliulina      | Uzbequistão    | 12.06 |       |
| 13      | 2       | Hajar Saad Al-Khaldi | Bahrein        | 12.06 |       |
| 15      | 1       | Aziza Sbaity         | Líbano         | 12.11 |       |
| 16      | 1       | Kang Da-seul         | Coreia do Sul  | 12.15 |       |

### Final
A final da prova ocorreu dia 4 de junho às 16:20.
| Posição           | Raia | Atleta               | Nacionalidade | Resultados | Notas |
| ----------------- | ---- | -------------------- | ------------- | ---------- | ----- |
| Medalha de ouro   | 6    | Chisato Fukushima    | Japão         | 11.23      |       |
| Medalha de prata  | 4    | Viktoriya Zyabkina   | Cazaquistão   | 11.34      |       |
| Medalha de bronze | 5    | Wei Yongli           | China         | 11.46      |       |
| 4                 | 7    | Olga Safronova       | Cazaquistão   | 11.47      |       |
| 5                 | 8    | Srabani Nanda        | Índia         | 11.48      |       |
| 6                 | 9    | Rumeshika Rathnayake | Sri Lanka     | 11.56      |       |
| 7                 | 2    | Tao Yujia            | China         | 11.66      |       |
| 8                 | 3    | Kim Min-ji           | Coreia do Sul | 11.80      |       |

Legenda
| Recorde mundial       | Recorde mundial (World record)               |                       | Recorde africano                      | Recorde africano (African) |                                           | Q | Classificado por posição (Qualified) |
| Recorde do campeonato | Recorde do campeonato (Championship record)  | Recorde da América    | Recorde da América (Americas)         | q                          | Classificado por melhor tempo (Qualified) |   |                                      |
| Melhor marca do ano   | Melhor marca do ano (World leading)          | Recorde asiático      | Recorde asiático (Asian)              | DNS                        | Não largou (Did not start)                |   |                                      |
| Recorde nacional      | Recorde nacional (National record)           | Recorde europeu       | Recorde europeu (European)            | DNF                        | Não terminou (Did not finish)             |   |                                      |
| Recorde pessoal       | Recorde pessoal do atleta (Personal best)    | Recorde da Oceania    | Recorde da Oceania (Oceania)          | DSQ / DQ                   | Desclassificado (Disqualified)            |   |                                      |
| Recorde da temporada  | Recorde da temporada do atleta (Season best) | Recorde sul-americano | Recorde sul-americano (South America) | NM                         | Sem marca (No mark)                       |   |                                      |